# Ischioceratops
Ischioceratops („rohatá tvář s kyčlemi“) byl rod malého rohatého ptakopánvého býložravce z čeledi Leptoceratopsidae. Jeho fosilie byly objeveny v sedimentech skupiny Wang-ši (souvrství Sin-ke-čuang) (Čína) a mají stáří asi 69 milionů let (svrchní křída, raný maastricht).

## Objev
Holotyp (ZCDM V0016) byl objeven na území čínské provincie Šan-tung a jedná se o nekompletní kostru bez lebky. Nejvíce zvláštních anatomických znaků bylo objeveno na kyčelních kostech (latinsky os ilium), což dalo tomuto malému rohatému dinosaurovi jeho rodový název. Druhové jméno zhuchengensis pak odkazuje k městu Ču-čcheng (v anglickém přepisu Zhucheng).

## Zařazení
Ischioceratops patřil do čeledi Leptoceratopsidae, jeho sesterským rodem byl severoamerický Montanoceratops. Vzdáleněji příbuzné rody byly například Cerasinops a Prenoceratops.

## Paleoekologie
Ischioceratopsové byli součástí fauny v souvrství Wang-ši, odkud známe poměrně velkou druhovou rozmanitost dinosaurů. Ekosystémy sdílel například s ceratopsidem rodu Sinoceratops, obřím hadrosauridem rodu Shantungosaurus nebo s velkým tyranosauridem rodu Zhuchengtyrannus.